# 緊急使用授權
緊急使用授權 （英語：Emergency Use Authorization，縮寫為）是指政府在緊急公衛情况（如疫情大流行）下，经充分評估后授權緊急使用非完全核准（Full approval）的藥品、疫苗或醫療器材。